# آرتور ماچادو

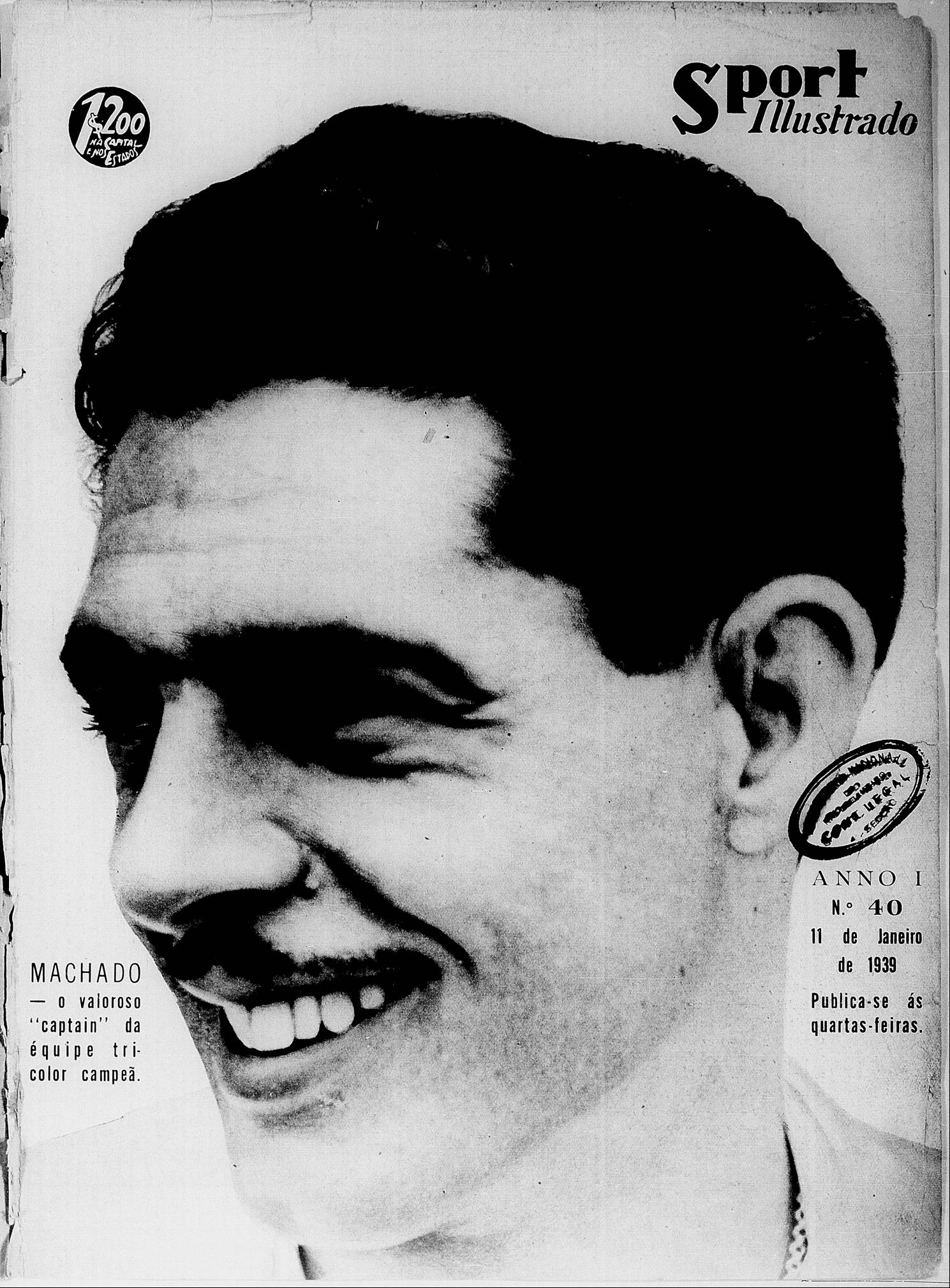
آرتور ماچادو در سال ۱۹۳۹

آرتور ماچادو (انگلیسی: Arthur Machado; ۱ ژانویهٔ ۱۹۰۹ – ۲۰ فوریهٔ ۱۹۹۷) بازیکن فوتبال اهل برزیل بود.
از باشگاه‌هایی که در آن بازی کرده‌است می‌توان به باشگاه فوتبال پالمیراس و باشگاه فوتبال فلومیننزه اشاره کرد.
وی همچنین در تیم ملی فوتبال برزیل بازی کرده‌است.